# Triassurus sixtelae
Il triassuro (Triassurus sixtelae) è un anfibio estinto, forse appartenente agli urodeli. Visse nel Triassico medio - superiore (Ladinico/Carnico, circa 240 - 235 milioni di anni fa) e i suoi resti fossili sono stati ritrovati in Kirghizistan. Potrebbe rappresentare il più antico urodelo conosciuto.

## Descrizione
Questo animale è noto solo per uno scheletro parziale e mal conservato, comprendente anche il cranio. L'animale intero dovrebbe essere stato lungo circa 20 centimetri, ma era probabilmente un giovane: gli archi neurali delle vertebre erano ancora appaiati e nessun centro vertebrale mostra alcun grado di ossificazione. Il cranio assomiglia molto a quello delle attuali salamandre, soprattutto per quello che riguarda il lungo spazio nell'articolazione delle ossa mascellari e nella mancanza di connessione ossea tra pterigoide e mascella. Vi erano circa 20 vertebre presacrali, mentre le zampe erano di piccole dimensioni.

## Classificazione
Triassurus venne descritto per la prima volta nel 1978, sulla base di un fossile ritrovato nella formazione Madygen in Kirghizistan. Nella stessa formazione vennero ritrovati anche i bizzarri rettili planatori Sharovipteryx e Longisquama. Triassurus venne inizialmente descritto come il più antico urodelo, sulla base principalmente delle caratteristiche del cranio. Alcune caratteristiche vertebrali, in realtà, ricondurrebbero non solo agli urodeli primitivi come Hynobius ma anche alle forme larvali delle rane e ai temnospondili. La zona delle guance, inoltre, ricondurrebbe ai branchiosauri(Estes, 1981). In ogni caso, Triassurus rimane il fossile di anfibio triassico più simile a un urodelo.